# Erich Rudolf Jaensch
Erich Rudolf Jaensch, född den 26 februari 1883, död den 12 januari 1940, var en tysk psykolog som utvecklade nazistiska teorier om människotyper. Han var bror till Walther Jaensch.
Jaensch var från 1913 professor i Marburg. Han blev först känd genom sina arbeten om visuell rymduppfattning, och studerade senare subjektiva optiska åskådningsbilder av varseblivnings-, icke minneskaraktär, så kallade eidetiska bilder, särskilt hos barn. Dessa bilder ansågs av Jaensch vara ett mellanled mellan varseblivning och föreställning. Olikheter i eidetisk typ sattes av Erich Rudolf Jaensch och hans bror Walter Jaensch i samband med psykofysiska konstitutioner, såsom "basedowid" respektive "tetani-typ", och andra personlighetstyper. Jaenschs teorier och metoder var under hans levnadstid föremål för livlig debatt.
Han var en entusiastisk anhängare av nationalsocialismen och utvecklade under 1930-talet teorier om människotyper som understödde nazistpartiets förföljelser av bland andra judar. Han utnämndes 1939 till rektor för universitetet i Marburg, men avled året därpå.